# Андерссон, Адам
Адам Андерссон (швед. Adam Andersson; род. 11 ноября 1996, Гётеборг, Швеция) — шведский футболист, крайний полузащитник клуба «Русенборг» и сборной Швеции.

## Клубная карьера
Андерссон — воспитанник клуба «Хеккен». 5 июля 2015 года в матче против «Хельсингборга» он дебютировал в Аллсвенскан лиге. 9 апреля 2016 года в поединке против «Норрчёпинга» Адам забил свой первый гол за «Хеккен». В том же сезоне Андерссон помог клубу завоевать Кубок Швеции.

## Международная карьера
8 января 2019 года в товарищеском матче против сборной Финляндии Андерссон дебютировал за сборную Швеции.

## Достижения
Командные
«Хеккен»
- Обладатель Кубка Швеции — 2015/2016